# Faux (Ardenas)
 Faux  es una población y comuna francesa, en la región de Champaña-Ardenas, departamento de Ardenas, en el distrito de Rethel y cantón de Novion-Porcien.

## Demografía
| 70 | 68 | 53 | 57 | 60 | 51 |
| Para los censos de 1962 a 1999 la población legal corresponde a la población sin duplicidades (Fuente: INSEE [Consultar]) |    |    |    |    |    |